# Plagiostyles africana
Plagiostyles africana är en törelväxtart som först beskrevs av Johannes Müller Argoviensis, och fick sitt nu gällande namn av David Prain. Plagiostyles africana ingår i släktet Plagiostyles och familjen törelväxter. Inga underarter finns listade i Catalogue of Life.